# Noureddine Farihi
Noureddine Farihi (Casablanca, 18 mei 1957 – Antwerpen, 19 oktober 2022) was een Belgische acteur van Marokkaanse afkomst.

## Biografie
Farihi debuteerde als acteur in De Zwarte Komedie van Bert Verhoye. Zijn bekendste rol was vroeger die van Mohammed 'Mo' Fawzi in Thuis die hij van 1999 tot 2011 vertolkte. In 2021 speelde hij als Hassan in de Franstalige dramatische televisierie Braqueurs, la série in 2022 als commissaris Van Bocksel in Pandore. Hij speelde verder gastrollen in Walhalla (Said), Taxios, Los (taxibestuurder), Flikken (Samier Benani), Branxelles (Nourdine), Badoir (chauffeur), Nachtwacht (Wensdjin), Danni Lowinski (Kemal Ozlan) en Chaussée d'Amour. Verder had Farihi gastrollen in films als The Last Voyage of the Demeter (2023), The Magic Flute (2022), Spider in the Web (2019) en Patser (2018, als Oom Farid).

## Persoonlijk
Farihi was tweemaal getrouwd en kreeg uit zijn eerste huwelijk een dochter en uit zijn tweede huwelijk een zoon. Hij overleed in de nacht van 18 op 19 oktober 2022 op 65-jarige leeftijd thuis aan de gevolgen van kanker.